# Moselle Open 2017
Moselle Open 2017 byl tenisový turnaj pořádaný jako součást mužského okruhu ATP World Tour, který se hrál na krytých dvorcích s tvrdým povrchem komplexu Parc des Expositions de Metz Métropole. Probíhal mezi 18. až 24. zářím 2017 v francouzských Metách jako patnáctý ročník turnaje.
Turnaj s rozpočtem 540 310 eur patřil do kategorie ATP World Tour 250. Nejvýše nasazeným hráčem ve dvouhře se stal desátý tenista světa Pablo Carreño Busta ze Španělska, který se ještě před zahájením z turnaje odhlásil. Jako poslední přímý účastník do hlavní singlové soutěže nastoupil 99. španělský hráč žebříčku Marcel Granollers.
Vítězem dvouhry se stal německý kvalifikant Peter Gojowczyk. Deblovou část turnaje ovládl třetí nasazený francouzský pár Julien Benneteau a Édouard Roger-Vasselin.

## Rozdělení bodů a finančních odměn

### Rozdělení bodů
| Soutěž  | vítězové | finalisté | semifinalisté | čtvrtfinalisté | 16 v kole | 32 v kole | Q  | Q3 | Q2 | Q1 |
| ------- | -------- | --------- | ------------- | -------------- | --------- | --------- | -- | -- | -- | -- |
| dvouhra | 250      | 150       | 90            | 45             | 20        | 0         | 12 | 6  | 0  | 0  |
| čtyřhra | 250      | 150       | 90            | 45             | 0         |           |    |    |    |    |

### Finanční odměny
| Soutěž                              | vítězové | finalisté | semifinalisté | čtvrtfinalisté | 16 v kole | 32 v kole | Q2     | Q1     |
| ----------------------------------- | -------- | --------- | ------------- | -------------- | --------- | --------- | ------ | ------ |
| dvouhra                             | €85 945  | €45 265   | €24 520       | €13 970        | €8 230    | €4 875    | €2 195 | €1 100 |
| čtyřhra                             | €26 110  | €13 730   | €7 440        | €4 260         | €2 490    | —         | —      | —      |
| částka ve čtyřhře je uvedena na pár |          |           |               |                |           |           |        |        |

## Mužská dvouhra

### Nasazení
| Stát                         | Hráč                | ATP | Nasazení |
| ---------------------------- | ------------------- | --- | -------- |
| Španělsko                    | Pablo Carreño Busta | 10. | 1.       |
| Belgie                       | David Goffin        | 12. | 2.       |
| Francie                      | Lucas Pouille       | 22. | 3.       |
| Lucembursko                  | Gilles Müller       | 23. | 4.       |
| Německo                      | Mischa Zverev       | 27. | 5.       |
| Francie                      | Richard Gasquet     | 30. | 6.       |
| Francie                      | Benoît Paire        | 41. | 7.       |
| Francie                      | Gilles Simon        | 43. | 8.       |
| Žebříček ATP k 11. září 2017 |                     |     |          |

### Jiné formy účasti
Následující hráči obdrželi divokou kartu do hlavní soutěže:
- Dustin Brown
- Nicolas Mahut
- Paul-Henri Mathieu

Následující hráči postoupili z kvalifikace:
- Simone Bolelli
- Peter Gojowczyk
- Vincent Millot
- Stefanos Tsitsipas

Následující hráči postoupili z kvalifikace jako tzv. šťastní poražení:
- Yannick Maden
- Kenny de Schepper

### Odhlášení
před zahájením turnaje
- Pablo Carreño Busta → nahradil jej  Kenny de Schepper
- Blaž Kavčič (tenista) → nahradil jej  Henri Laaksonen
- Florian Mayer → nahradil jej  Yannick Maden
- Dudi Sela → nahradil jej  Marcel Granollers

## Mužská čtyřhra

### Nasazení
| Stát                                                                    | Hráč                  | Stát      | Hráč                   | ATP | Nasazení |
| ----------------------------------------------------------------------- | --------------------- | --------- | ---------------------- | --- | -------- |
| Francie                                                                 | Pierre-Hugues Herbert | Francie   | Nicolas Mahut          | 13. | 1.       |
| Mexiko                                                                  | Santiago González     | Srbsko    | Nenad Zimonjić         | 77. | 2.       |
| Francie                                                                 | Julien Benneteau      | Francie   | Édouard Roger-Vasselin | 87. | 3.       |
| Španělsko                                                               | Marcel Granollers     | Španělsko | David Marrero          | 87. | 4.       |
| Žebříček ATP k 11. září 2017; číslo je součtem umístění obou členů páru |                       |           |                        |     |          |

### Jiné formy účasti
Následující páry obdržely divokou kartu do hlavní soutěže:
- Romain Arneodo /  Hugo Nys
- Paul-Henri Mathieu /  Benoît Paire

### Odhlášení
před zahájením turnaje
- Pierre-Hugues Herbert

## Přehled finále

### Mužská dvouhra
- Peter Gojowczyk vs.  Benoît Paire, 7–5, 6–2

### Mužská čtyřhra
- Julien Benneteau /  Édouard Roger-Vasselin vs.  Wesley Koolhof /  Artem Sitak, 7–5, 6–3